# Gnadenloses Duell
Gnadenloses Duell (Originaltitel: The Last Debate) ist ein US-amerikanischer Thriller aus dem Jahr 2000. Regie führte John Badham, das Drehbuch schrieb der Produzent Jon Maas anhand des Romans The Last Debate von Jim Lehrer.

## Handlung
Ein Politiker kandidiert für das Amt des Präsidenten der Vereinigten Staaten. Er nimmt an einer Pressekonferenz teil, die live im Fernsehen übertragen wird. Die Reporter Mike Howley, Barbara Manning, Joan Naylor und Henry Ramirez stellen ihm Fragen, die darauf hindeuten, der Politiker habe Frauen misshandelt. Der Journalist Tom Chapman sieht darin ein abgekartetes Spiel und recherchiert.

## Kritiken
John Leonard fasste den Kern des Werkes im New York Magazine mit den Worten zusammen: „Alle sprechen über Charakter, aber niemand hat welchen.“ („Everybody talks about character, but nobody has any.“)
Filmdienst schrieb, der Film beinhalte eine „Auseinandersetzung mit der Macht der Medien, die die Bedeutung der Wahrheitsfindung in den Mittelpunkt zu stellen“ versuche, „jedoch keine eindeutigen Antworten“ liefere. Der „solide inszenierte Film“ bleibe „in seiner Aussage ambivalent“ und verschenke „durch Mangel an Mut zu radikalen Ansätzen die Brisanz seines Themas zugunsten engagierter Fernsehunterhaltung“.
Die Zeitschrift TV Spielfilm schrieb, der Film sei „großartig gespielt“.

## Hintergründe
Der Film wurde in Toronto und in Uxbridge (Ontario) gedreht. Seine Erstausstrahlung im US-amerikanischen Fernsehen fand am 5. November 2000 statt. In Deutschland und in Ungarn wurde der Film im Jahr 2001 auf Video veröffentlicht.